# 永禄之变
永禄之变发生在日本永禄八年5月19日（1565年6月17日），三好義繼、三好三人众和松永久通起兵进攻二条御所，殺死室町幕府第13代将军足利義輝。
事後，三好三人众等人拥立旁支的足利义荣繼任將軍。足利義輝同胞弟弟足利義昭當時正在興福寺的一乘院出家，法名覺慶。足利義昭在忠於義輝的一色藤長、和田惟政、三淵藤英、細川藤孝等人幫助下，逃出興福寺。

## 经过
永禄元年（1558年）在信浓国的足利义辉调停了武田氏和上杉氏两家的川中岛之战回到京都后，三好氏当主三好长庆的势力依然很大，对三好氏过大的势力感到威胁的畠山氏当主畠山高政和六角氏当主六角义贤因此在畿内举兵反对三好氏。虽然最后两家并没能推翻三好氏的霸权，但是在1562年的久米田之战中，三好氏一族三好义贤在战争中战死，也因为这个元素让三好氏的势力出现了衰退的迹象。
永禄五年（1562年）原本和三好长庆同盟并一同垄断幕政的伊势贞孝突然和长庆反目，但是义辉却抓住时机而转去支持长庆。义辉撤去贞孝的官职政所执事而改为摄津晴门，这一举动表示义辉试图激怒贞孝，让贞孝举兵叛乱和长庆战斗，从而为自己恢复幕政提供机会。永禄七年（1564年）三好长庆因为嫡子三好义兴於前一年八月突然死去而病倒。而义辉借此开始恢复幕府将军的权力。
1564年七月，三好长庆死后，三好氏的权力都归于松永久秀管理。松永久秀和三好三人众不满义辉开始恢复幕府的权力，于是开始计划废除义辉，并拥立平島公方足利义维的嫡子足利义荣为新将军。永禄八年（1565年）五月十九日，松永久秀和三好三人众以及三好氏当主三好义继，以奉足利义荣为主的理由而叛乱，袭击了足利义辉所居住的二条御所。义辉全力抵抗敌军的进攻却依旧不敌。傳說義輝把數十把刀插在地上持刀殺敵，當手上的刀刃鈍了就拔起地上的刀繼續殺敵，最後敵方士兵用疊板圍住義輝用長槍刺殺身亡，享年30歲（满29岁）。
足利义辉战死后，其弟足利义昭和细川藤孝等重臣逃亡到越前国投靠朝仓义景。

## 影响
足利义辉战死，三好氏占领幕府。这也表示了足利将军家的势力已经不可能再興起。除此之外，足利义昭请求织田信长幫助他讨伐三好氏并夺回二条御所，这也成为织田信长的上洛行動提供了重要的依据。